# Johann Friedrich von Hansing
Johann Friedrich Hansing, später in den Reichsadelstand erhobener von Hansing (geboren um 1689 in Hajen; oder 1707 in Wettbergen; gestorben 23. Juni 1761) war ein Kurhannoverscher Geheimer Legationsrat.

## Leben
Hansings Vater war der zuvor in Rotenkirchen bei Einbeck tätige Oberamtmann Johann Heinrich Hansing (gestorben am 19. April 1716), der spätestens 1704 den Edelhof Wettbergen erworben hatte.
Johann Friedrich Hansing wurde königlicher preußischer und „Churfürstl. Brandenburgischer“ Kammerrat sowie Erbherr in Wettbergen vor Hannover, als er am 21. Januar 1734 in Braunschweig Juliana Maria Bärtling beziehungsweise Juliane M. Bärtling heiratete, die einzige Tochter des an der dortigen St. Catharinen-Kirche tätigen Pastors Petri Conrad Bärtling.
Kurz danach wurde Hansing am 10. November 1735 durch Kaiser Karl VI. in den erblichen Reichsadelsstand erhoben. Diese Erhebung wurde am 6. September 1741 in Hannover amtlich bekanntgegeben.
Zur Zeit des Kurfürstentums Braunschweig-Lüneburg und während der Personalunion zwischen Großbritannien und Hannover titelte von Hansing auch als „Königlich Großbritannisch Chur-Braunschweig Lüneburgischer Legationsrath, Erbherr des Adlichen Gutes von Wetbergen.“
Von Hansings Enkelin Elise Christine von Grone, geborene Hansing gebar ihren Sohn Victor Anton Ludwig von Grone, der 1793 als Leutnant im Regiment v. Raumer diente und neben anderen Gütern seit 177 auch den Wettberger Edelhof besaß.

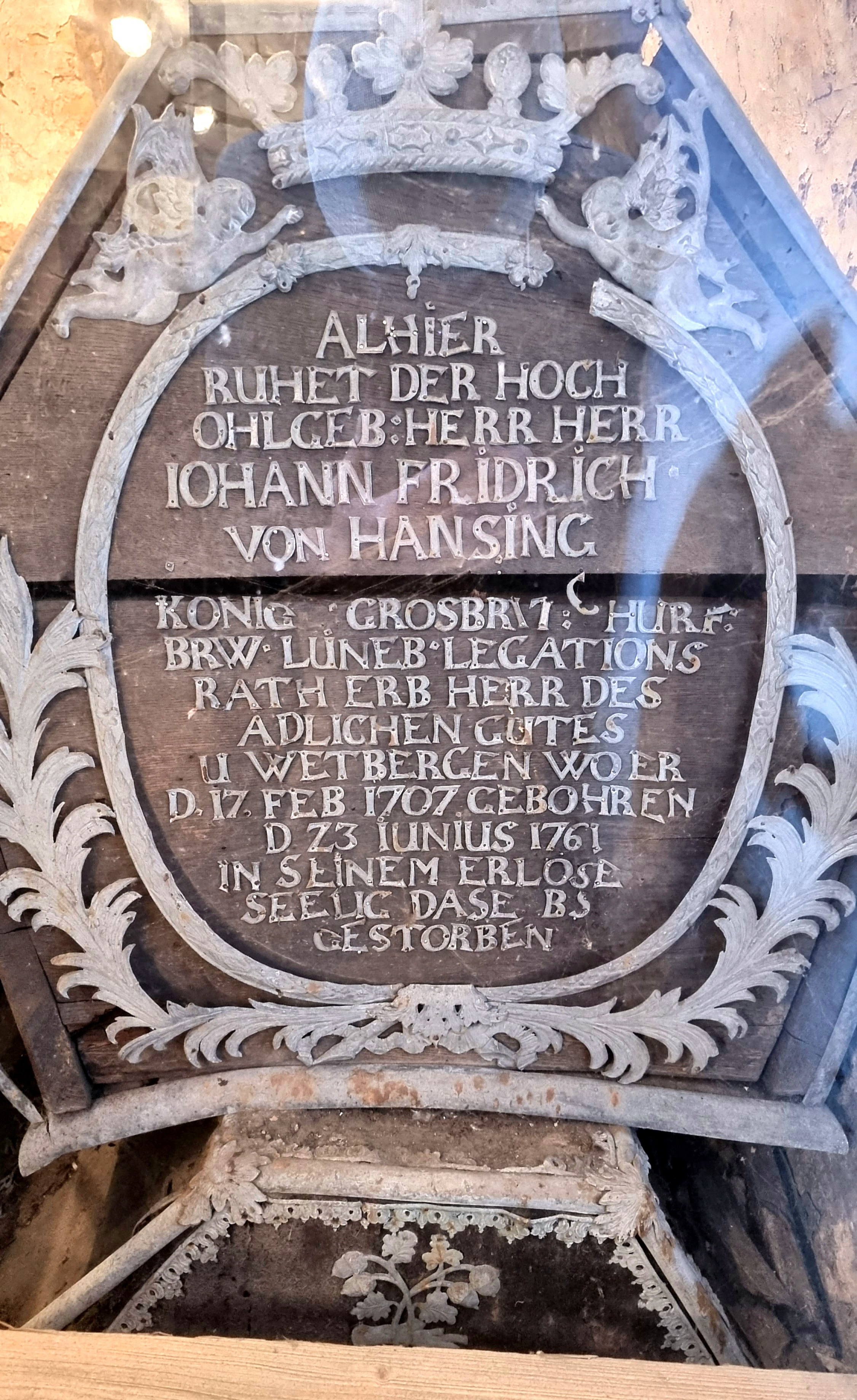
Inschrift am Sarg in der Gruft der Johannes-der-Täufer-Kirche in Hannover-Wettbergen

Nach seinem Tod wurde er in einem 1761 barock verzierten und bis heute erhaltenen Sarg aus einer Zinn-Blei-Legierung in der auch für andere Familienmitglieder und Mitglieder des Adelsgeschlechtes von Grone genutzten Gruft der Wettberger Johannes-der-Täufer-Kirche beigesetzt.
Der Stamm der von Hansings ist später wieder ausgegangen.

## Archivalien
Archivalien von und über Johann Friedrich von Hansing beziehungsweise dessen Familie finden sich beispielsweise
- im Geheimen Staatsarchiv Preußischer Kulturbesitz unter dem Titel „Die von der Witwe von Hansing errichtete Familienstiftung (1764)“, Archivnummer I. HA Rep. 84a, Nr. 44638[9]